# Ugljikov tetraklorid
Ugljikov tetraklorid (CCl4, tetraklormetan, perklormetan, tetra-klor-ugljik, ugljikov klorid /krivo nazvan/, Tetrasol, Tetraform, Freon 10) je tehnički najvažniji ugljikov(IV) halogenid.

## Osobine i svojstva
To je bistra nezapaljiva tekućina s talištem pri -23°C, a vrelištem pri 76,5°C.
Tetraklormetanom se pune sprave i sustavi za gašenje požara, iako ima nedostatak da se djelomično oksidira u fozgen, kojeg u zatvorenom prostoru može nastati u opasnim koncentracijama. Stoga je zamijenjen uvelike tekućim ugljikovim dioksidom.
Najvažnija mu je upotreba za izradu sredstava za odmaščivanje (u kemijskom čišćenju najbolje skida vosak i masnoće), te u nezapaljivim otapalima za suho čišćenje, no prilično je toksičan. Velike se količine upotrebljavaju za priređivanje klorfluormetana i fumiganata (pesticida). U laboratorijima se koristi i kao organsko otapalo, a u industriji za proizvodnju rashladnih sredstava.

## Dobivanje
1.

Osim od metana, tetraklormetan se dobiva i reakcijom klora s ugljikovim disulfidom
CS2 + 3 Cl2 --> CCl4 + S2Cl2 

2 S2Cl2 + CS2 --> CCl4 + 6 S
Sumpor se ponovo prevodi u ugljikov disulfid.

2.

Nešto se tetraklormetana dobiva također klorolizom (250°C - 425°C) spojeva koji sadrže nekoliko atoma ugljika.
CH3CHClCH2Cl + 6 Cl --> Cl2C=CCl2 + CCl4 + 6 HCl